# Conde de Fornos de Algodres
Conde de Fornos de Algodres é um título nobiliárquico criado por D. Luís I de Portugal, por Decreto de 12 de Março de 1866, em favor de João Maria de Abreu Castelo Branco, antes Senhor de Fornos de Algodres de juro e herdade e 1.° Visconde de Fornos de Algodres.
Titulares
1. João Maria de Abreu Castelo Branco, Senhor, 1.° Visconde e 1.° Conde de Fornos de Algodres;
2. Alexandre de Abreu Castelo Branco, 2.° Conde de Fornos de Algodres;
3. Manuel Nicolau de Abreu Castelo Branco, 3.° Conde de Fornos de Algodres.

Após a Implantação da República Portuguesa, e com o fim do sistema nobiliárquico, usaram o título: 
1. João de Abreu Castelo Branco, 4.° Conde de Fornos de Algodres;
2. Francisco José de Abreu Castelo Branco, 5.° Conde de Fornos de Algodres;
3. Manuel Nicolau de Abreu Castelo Branco, 6.° Conde de Fornos de Algodres.